# Episcopalis communio

Die Apostolische Konstitution Episcopalis communio (Abkürzung EC; deutsch: Die bischöfliche Gemeinschaft) wurde am 15. September 2018 durch Papst Franziskus erlassen und am 18. September 2018 veröffentlicht. Mit ihr wird eine Neuregelung zur Vorbereitung und Durchführung von Vollversammlungen der Bischofssynode erlassen. Sie erschien rechtzeitig vor der für den 3. bis 28. Oktober 2018 anberaumten Bischofssynode in Rom.

## Allgemeines
Wie der Generalsekretär Kardinal Lorenzo Baldisseri bei der Vorstellung des päpstlichen Erlasses betonte, war es für Papst Franziskus schon seit Beginn seines Pontifikats ein Anliegen, die Synoden der Bischöfe in Rom „weniger statisch“ und dafür „dynamischer“ zu gestalten. Bereits aus Anlass des fünfzigjährigen Bestehens der von Papst Paul VI. gegründeten Synode plädierte Franziskus im Jahre 2015 für eine Verbindung zwischen der Synode und der Ortskirchen. Die Konstitution ersetzt das Motu proprio Apostolica sollicitudo von Papst Paul VI. aus dem Jahre 1965 sowie ergänzende Bestimmungen Benedikts XVI. aus dem Jahre 2006.

## Merkmale
In der Konstitution wird festgelegt, dass nun „regelmäßig vor jeder Bischofsversammlung Befragungen zum Synodenthema in allen Ortskirchen der Welt“ stattfinden werden. Neben den Bischöfen sollen nun auch Priestern, Ordensleuten und vom Papst berufenen Laien mit Stimmrecht die Gelegenheit eingeräumt werden zu dem Themenkreis Stellung zu beziehen. Vor den Hauptversammlungen sollen vorsynodale Versammlungen abgehalten werden, damit sich die Bischofsversammlungen näher an dem Leben der Ortskirchen orientieren können.  Die Resultate der Befragungen und der Vorversammlung sollen als Arbeitsdokumente in die Bischofssynode einfließen. Neben den drei klassischen Synodalversammlungen kann nun auch eine Synode nach anderen Arten und auf spezielle Sachthemen bezogen anberaumt und durchgeführt werden.
Ein im Prinzip gleiches Verfahren soll für die auf der Bischofsversammlung erarbeiteten Ergebnisse gelten. Die Nachbereitung findet ihren Abschluss in einem nachsynodalen Abschlussdokument, welches von einer eigenen Kommission erarbeitet wird. Dieser Ausschuss wird von den Synodenteilnehmern gewählt und kann vom Papst mit Mitgliedern ergänzt werden.  Das Nachsynodale Schreiben muss mehrheitlich von den Mitgliedern genehmigt werden und dem Papst übergeben werden, dieser bestimmt, ob es veröffentlicht wird oder nicht. Nach der Promulgation  des Dokumentes wird es als päpstliches Lehrschreiben eingestuft.